# Cours Marc-Antoine-Brillier
Le cours Marc-Antoine-Brillier est un tronçon de la RD 538 et une avenue de Vienne dans le département de l'Isère.

## Situation et accès
Il traverse d'ouest en est, la partie sud du Centre-ville de Vienne.

## Origine du nom
Cette voie honore l'homme politique français Marc Antoine Brillier (1809-1888).

## Historique
Avant la construction du cours Brillier le lieu était appelé « place de la Caserne », et occupait tout l'espace entre la Caserne au sud, la cour de la Gare de Vienne à l'est, la ligne de maisons construites au XIXe siècle au nord et le Champ de Mars à l'ouest.
Crée peu de temps après la gare de chemin de fer, le « cours de la Caserne » a été tracé au milieu de la « place de la Caserne » (aujourd'hui place Pierre-Semard) et l'avenue suivait le tracée la ligne de maisons du XIXe siècle.
Son nom actuel est donné en 1888.